# 鉄過剰症
鉄過剰症（てつかじょうしょう、英: Iron overload）は、体内に鉄が過剰に蓄積されることによって起こる症状。急性の鉄中毒(Iron poisoning)とは区別される。
骨髄異形成症候群・再生不良性貧血といった難治性貧血の治療で輸血を受け、鉄が過剰に体に取り込まれることによって発症する。また、遺伝子疾患によって引き起こされる場合もある。特有の自覚症状は無いが、進行すると肝障害や心不全などの臓器障害を引き起こす危険性がある。
細かくは、肝臓や脾臓に鉄が滞留する血鉄症(Hemosiderosis)と肝臓、膵臓、皮膚に貯蔵鉄が沈着する血色素症(Hemochromatosis)に分けられる。

## メカニズム等
人間には体内から鉄を排出する生理学的機序が存在しないため、余剰の鉄はフェリチンやヘモジデリンに貯蔵隔離される。過剰の鉄はこれらのタンパク質に結合していない自由鉄を生じる。自由鉄がフェントン反応を介してヒドロキシラジカル（OH•）等の活性酸素を発生させる。発生した活性酸素は細胞のタンパク質やDNAを損傷させる。活性酸素が各臓器を攻撃し、肝臓には肝炎、肝硬変、肝臓がんを、膵臓には糖尿病、膵臓癌を、心臓には心不全を引き起こす。
マウスに鉄を過剰に投与することによる心臓障害モデルで、タウリンの投与により心筋のアポトーシスの抑制、細胞の繊維化の抑制が認められ、生存率の増加、血圧などの症状が改善された。

## 診断
血清フェリチンの値が1,000ng/mL以上で肝機能、臓器障害が現れる。輸血が40単位を超えた場合も、肝臓、心臓、膵臓などで臓器障害が生じる可能性が高く目安とされている。血清フェリチンの値と受けた輸血の単位数によって総合的に診断される。

## 治療
臓器に沈着した鉄を除去する治療と、鉄沈着により生じた臓器障害に対する対症療法が行われる。
- 瀉血療法：遺伝性ヘモクロマトーシスの場合は、定期的に瀉血を行う。
- 鉄キレート療法：体内から過剰な鉄を排出させることで、輸血による鉄過剰症の致死的な臓器障害リスクを低減し、生命予後の改善が期待される。
  - 薬剤：デフェラシロクス（商品名：エクジェイド）[6]、メシル酸デフェロキサミン

- 輸血を必要とする主な病気
  - 再生不良性貧血(AA)
  - 骨髄異形成症候群(MDS)

## 関連疾患
- サラセミア
- セルロプラスミン欠損症
- 鉄代謝障害（英語版）
- 若年性ヘモクロマトーシス（英語版）
- 遺伝性ヘモクロマトーシス